# جیمز بیلینگتون

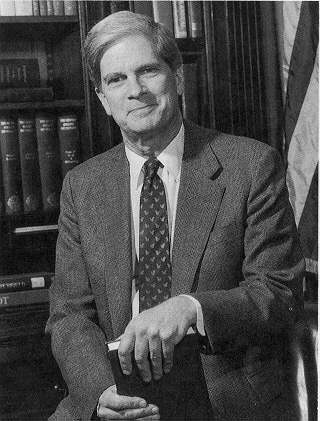
جیمز اچ. بیلینگتون

جیمز هادلی بیلینگتون (به انگلیسی: James H. Billington) (اول ژوئن ۱۹۲۹–۲۰ نوامبر ۲۰۱۸) سیزدهمین کتابدار کتابخانه ملی کنگره آمریکا است. وی در شهر برین مار ایالت پنسیلوانیای آمریکا متولد شد. وی از سال ۱۹۸۷ کتابدار کتابخانه کنگره بود.